# Тома де Томон, Жан-Франсуа
Жан-Франсуа Тома́ де Томо́н (фр. Jean-François Thomas de Thomon, 1 [12] апреля 1760, Берн — 23 августа [4 сентября] 1813, Санкт-Петербург) — французский рисовальщик и архитектор, работавший в России. Представитель раннего александровского классицизма начала XIX века. Академик и профессор Императорской Академии художеств.

## Биография
Жан-Франсуа родился в Париже в небогатой семье мелкого торговца Франсуа Тома. С ранних лет проявил способности к рисованию. В 1777 году поступил в Королевскую Академию архитектуры, учился у Ж. Д. Леруа. Претерпев ряд неудач в конкурсе на Римскую премию, дававшую право на обучение во Французской академии в Риме, Томон отправился в Италию на собственные средства. Факт окончания Академии Томоном не подтверждён документами. Вероятно, поэтому И. Э. Грабарь считал архитектурное образование Томона «загадочным». Возможно, вначале он трудился простым чертёжником, о чём косвенно свидетельствуют обнаруженные Грабарём подчистки имён и дат на проектах Академии архитектуры.
Поселившись в Риме, Томон изучал архитектурные памятники императорской эпохи, писал акварелью и маслом перспективные виды и пейзажи в стиле французских романистов: Юбера Робера, Никола Пуссена и Гаспара-Пуссена. Подружился с французскими архитекторами, работавшими в Италии: Жан-Шарль-Александром Моро, Шарлем Персье и Пьером Фонтеном, прозванными «братьями Диоскурами», будущими создателя стиля ампир наполеоновской Франции.
Значительное влияние на будущее творчество Тома де Томона оказали архитекторы французской школы мегаломанов: Э.-Л. Булле, Ж. Гондуэна, К.-Н. Леду с их пристрастием к простым геометрическим объёмам. Особенно Томон увлекался фантастическими офортами с изображениями римских руин Джованни Баттиста Пиранези. Излюбленными приёмами Томона станут архаический дорический ордер храмов в Пестуме и круглые формы ротонды, цилиндрического кессонированного свода, полусферического купола.
Ж.-Ф. Тома де Томон много путешествовал по Италии, делал зарисовки в путевых альбомах и писал акварельные виды Рима и Венеции, побывал в Польше. В Италии Тома де Томон поступил на службу к графу д’Артуа, впоследствии ставшему французским королём под именем Карла X, и вместе с ним переехал в Вену, где с 1794 года работал у графа Николая Эстерхази. От русского посла в Вене Д. М. Голицына Тома де Томон мог слышать о грандиозном строительстве в Санкт-Петербурге и, вероятно, был представлен послу графом Эстергази. Не желая возвращаться на родину из-за Французской революции, дворянин и роялист, Тома де Томон, в начале 1799 года отправился в Россию.
В 1802 году он был зачислен на государственную службу и ему была поручена перестройка здания Большого театра на Театральной площади. Тогда же он начал преподавать в архитектурном классе Императорской Академии художеств. В 1810 году ему присвоено звание «профессора перспективы».
Вскоре приобрёл известность своими карандашными и акварельными рисунками. С 1800 года начал преподавать в Императорской Академии художеств, с 1811 года — в Институте корпуса инженеров путей сообщения.
В Санкт-Петербурге Тома де Томон строил немногим более десяти лет, но оставил заметный след в архитектуре города. В 1806 году Томон издал в С.-Петербургской академической типографии собрание своих архитектурных проектов: «Recueil des façades des principaux monuments construits à St.-Pétersbourg par Thomas de Thomon», а в 1809 году — «Трактат о живописи» (Traité de peinture, précédé de l’origine des arts), оба издания на французском языке. Примечательно, что за десять лет пребывания в России Тома де Томон русский язык не учил, вёл себя, по воспоминаниям учеников, высокомерно и даже преподавал в Академии художеств с переводчиком. Он был католиком, сохранял французское подданство, женат на француженке Клер де Томон. Детей у них не было.
В 1813 году, обследуя здание петербургского Большого театра после пожара, архитектор упал с лесов и вскоре скончался от полученных травм. Его жена скончалась в 1846 году. Отпевали архитектора в католическом храме Святой Екатерины Александрийской на Невском проспекте. Похоронили на Смоленском лютеранском кладбище в Петербурге. Место захоронения супругов Томон со временем забыли. Только в советское время первый хранитель и директор Музея городской скульптуры Н. В. Успенский обнаружил могильную плиту. В 1940 году прах и надгробие Тома де Томона и его супруги Клер были перенесёны в Александро-Невскую лавру на Лазаревское кладбище.

## Творчество

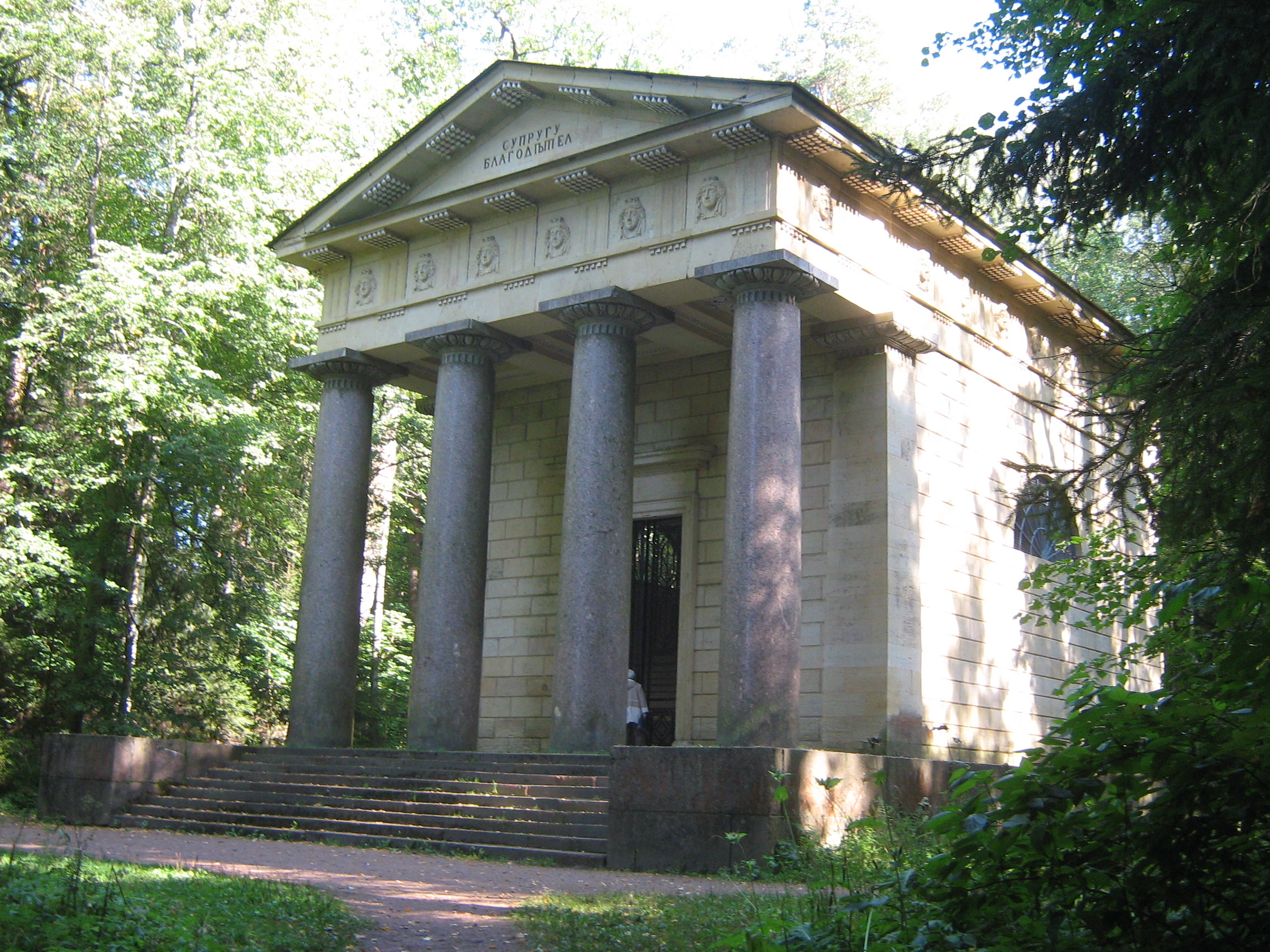
Мавзолей «Супругу-Благодетелю» в Павловске. 1807—1809

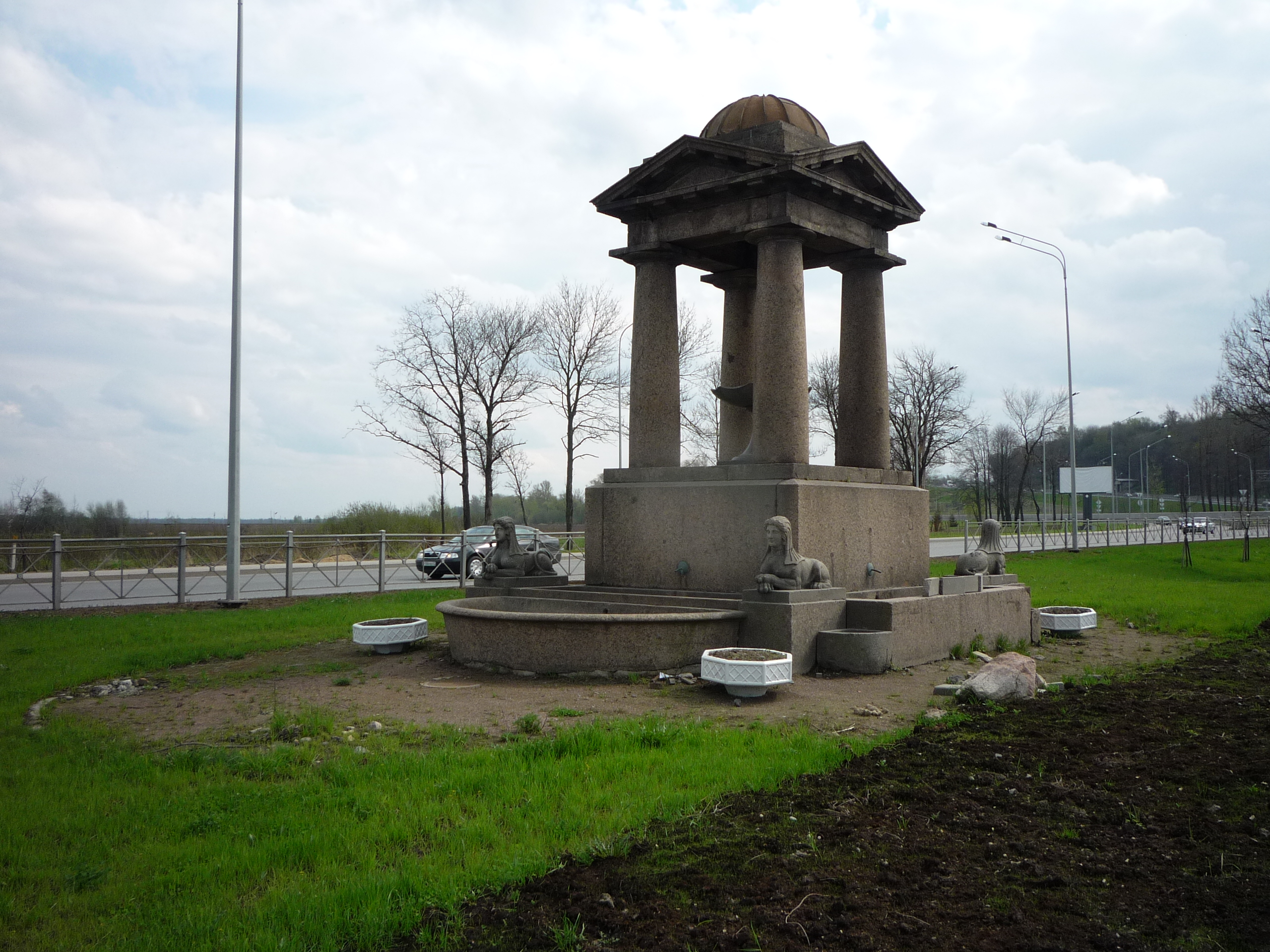
Фонтан со сфинксами. Пулковское шоссе. 1809

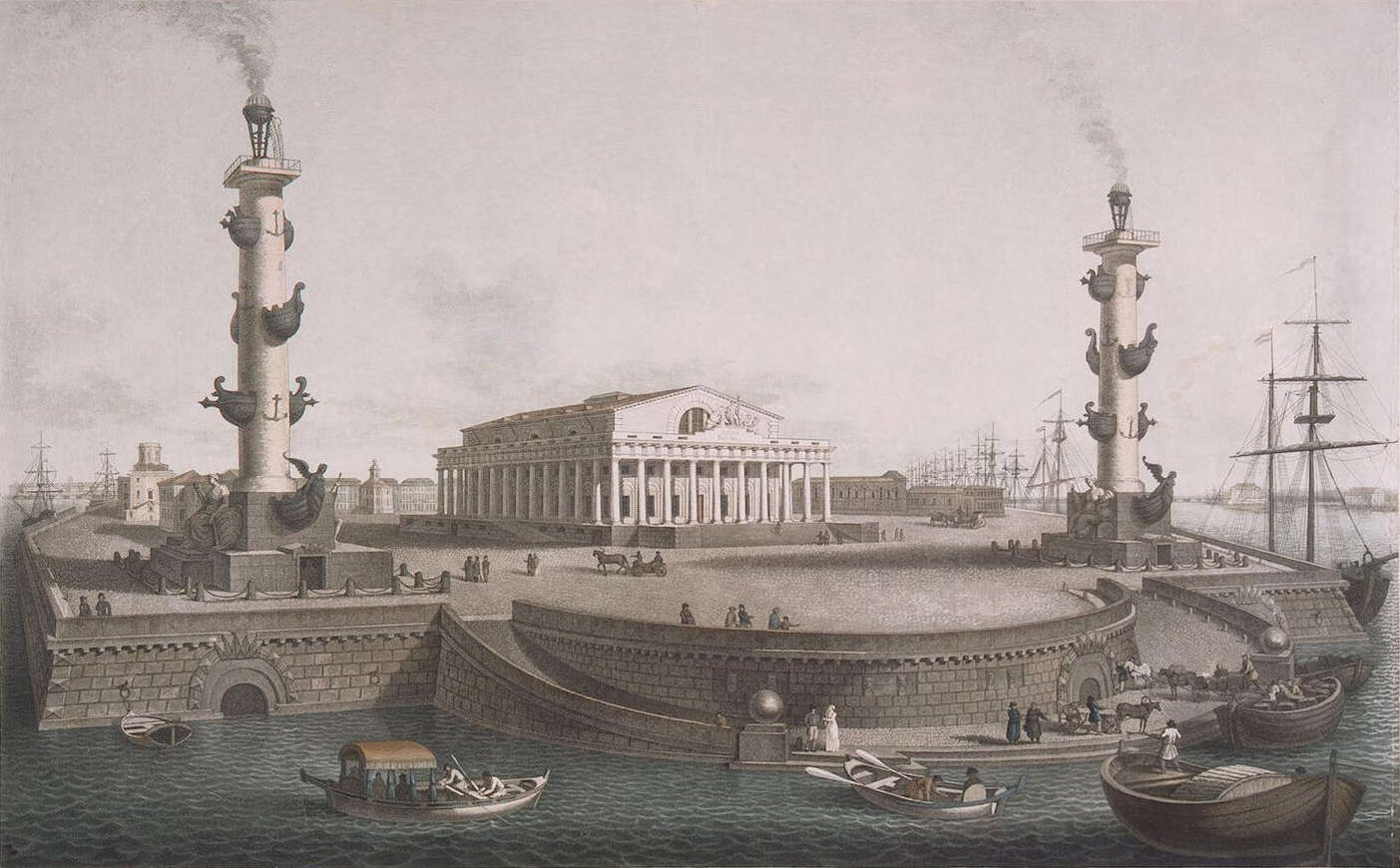
Вид Биржи с Большой Невы. Раскрашенный офорт И. В. Ческого. 1810-е гг.

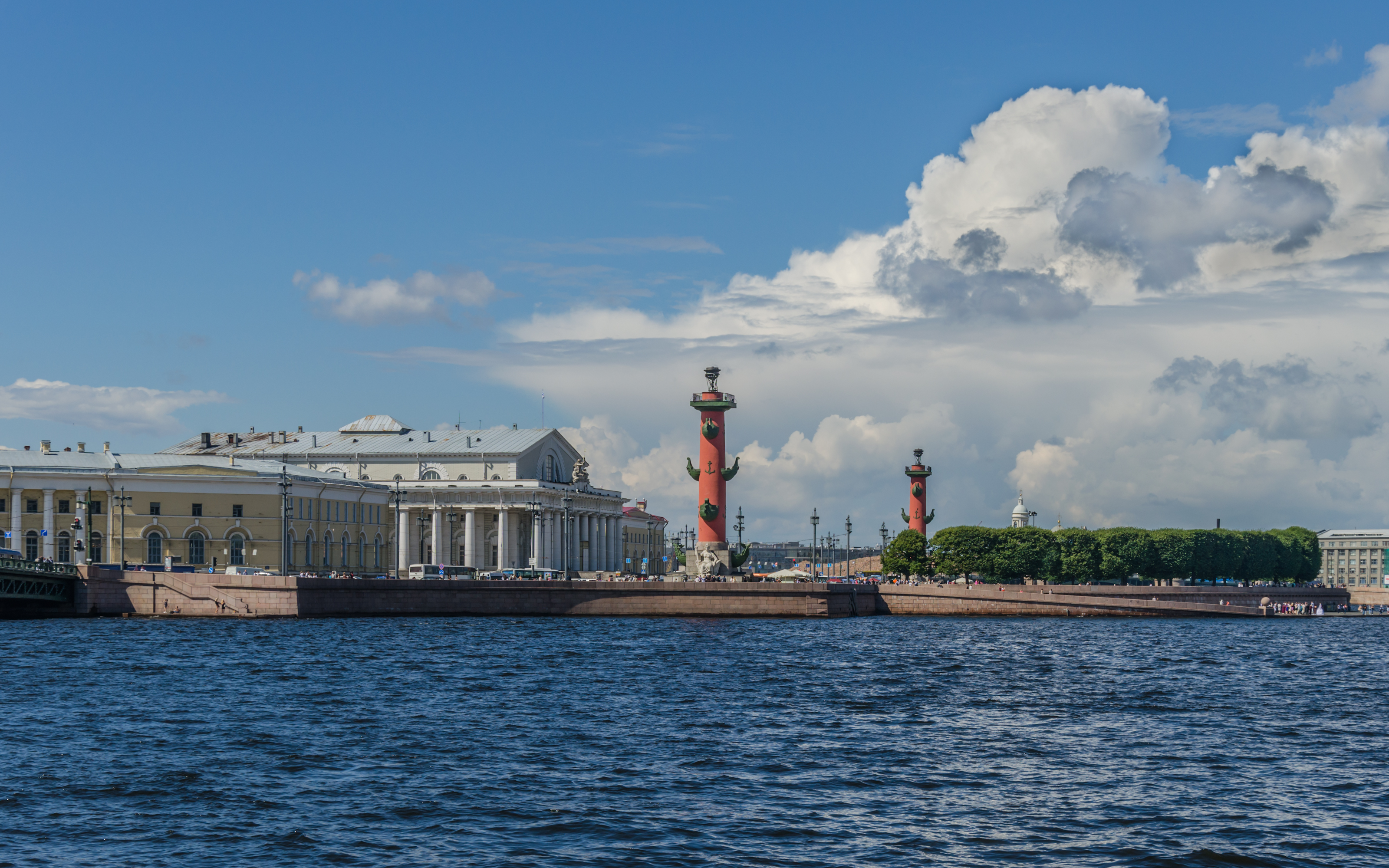
Здание Биржи и ростральные колонны на Стрелке Васильевского острова. 1805—1816

В 1806—1809 годах Тома де Томон перестраивал дом графини А. Г. Лаваль на Английской набережной с лежащими гранитными львами у парадного подъезда. Особенно хороши интерьеры особняка: вестибюль с мощными дорическими колоннами, ротонда парадной лестницы.
Шедевром архитектуры александровского классицизма является ансамбль здания Биржи на Стрелке Васильевского острова. В начале XIX века в петербургской архитектуре рождались самые важные градостроительные идеи. «То, с чем в предыдущее столетие не смог справиться Джакомо Кваренги — организация архитектурного пространства стрелки Васильевского острова, спустя двадцатилетие блестяще осуществил Тома де Томон. Это произошло не потому, что Кваренги как архитектор слабее Томона (скорее наоборот), а потому, что в границах екатерининского классицизма второй половины XVIII века невозможно было разрешить широкие пространственные задачи. Кваренги весьма наивно (с градостроительной точки зрения) развернул здание Биржи фасадом на Зимний дворец и не учел при этом характер пейзажа — необычайную ширь Невы в том месте, где она разливается на два рукава между Петропавловской крепостью, Зимним дворцом и стрелкой Васильевского острова… Главной площадью и центром города в пространственном смысле является сама река и небо над ней, а золочёный шпиц Петропавловского собора и здание Зимнего дворца являются кулисами, они обрамляют эту естественную площадь. Кваренги этого не увидел, здесь требовалась не скромная палладианская вилла, а мощный архитектурный ансамбль».
Жан-Франсуа Тома де Томон привёз с собой из Парижа разные проекты и чертежи Королевской Академии архитектуры и на первых порах беззастенчиво выдавал чужие работы за свои. Многие историки архитектуры предпочитают не замечать этот факт, но И. Э. Грабарь, рассматривая гравированные проекты Томона в собственной коллекции, обнаружил подчистки дат и имён авторов. Для здания Биржи на Васильевском острове Томон также вначале использовал проект Пьера Бернара, получивший «Гран При» Королевской Академии архитектуры в Париже.
Однако сила невского пейзажа оказалась столь велика, что факт плагиата не имел принципиального значения. В пяти проектных вариантах, постепенно, шаг за шагом, Тома де Томон создавал истинно оригинальное произведение и в результате, также по определению И. Э. Грабаря, «превзошел сам себя». В 1803 году на рассмотрении Совета профессоров после «некоторых придирчивых замечаний» проект признали «отличным, так как большое мастерство было налицо».
В пояснении к последнему проекту Биржи (1804) архитектор писал, что здание окружено «44 дорическими колоннами Пестум» (10 по главным фасадам и 14 по боковым). Высота колонн — 11,35 м (высота колонн храма Посейдона в Пестуме равна 9 м, Парфенона Афинского Акрополя и храма Зевса в Олимпии 10,43 м). Однако в древнегреческом периптере колоннада, отступая от стен наоса, поддерживает кровлю. В здании Биржи использован иной композиционный приём колоннады, свободно опоясывающей объём здания и «распространяющейся в окружающий пейзаж». Колонны расставлены столь мощно и широко, что в интерколумниях (расстояния между осями колонн) пришлось разместить не один, а два триглифа фриза. Новаторский прием опоясывания внешней колоннадой объёма здания известен лишь по одному из проектов Клода-Николя Леду, выдающегося представителя школы парижских мегаломанов.
Пространственный размах петербургской композиции усилен ростральными колоннами, по образцу древнеримских, но небывалой высоты (31,71 м), и гранитными спусками к воде. Колонны должны были служить маяками. Эклектичность композиции — соединение древнегреческого периптера и древнеримских ростральных колонн — незаметна.
Идея морского могущества России выражена аллегорическими скульптурами у подножия колонн. Две мужские и две женские фигуры, согласно распространённой гипотезе, аллегорически представляют великие реки России: у северной колонны — Волга и Днепр, у южной — Нева и Волхов. Однако эта гипотеза возникла относительно недавно и не имеет обоснования, сам Тома де Томон писал: «база каждой колонны украшена огромными фигурами, которые символизируют божества моря и коммерции». Статуи были выполнены по моделям фламандского скульптора Жозефа Камберлена и француза Жака Тибо. Камберленом была выполнена мужская фигура у северной колонны, остальные сделаны Тибо. В качестве материала для скульптур сначала была выбрана бронза, но из-за сложности её обработки выбор пал на пудостский известняк.
Скульптурные группы в аттиках, имеющие прототипы в классическом западноевропейском, в частности итальянском, искусстве, созданы Камберленом. Этот скульптор, родом из Антверпена, вначале работал в Париже, с 1806 г.— в Петербурге, возможно, по приглашению Тома де Томона. Его произведения отличаются мощью, экспрессивностью и подлинной монументальностью.
В планировке стрелки Васильевского острова принимал участие А. Д. Захаров. Ансамбль Биржи с ростральными колоннами предвещал стиль русского ампира, который воплотил в петербургской архитектуре Карл Росси.
Другим шедевром стиля александровского классицизма, ориентированного на памятники архаики и ранней древнегреческой классики, является мавзолей Павлу I с надписью на фронтоне: «Супругу-Благодетелю» в Павловске (1807—1809). Мавзолей, заказанный вдовой императора Марией Фёдоровной, стилизован под древнегреческий храм: четырёхколонный простиль дорического ордера. Мощные гранитные колонны без баз установлены на высоком подиуме. На строительство мавзолея был объявлен конкурс, в котором участвовали Андреян Захаров, Андрей Воронихин, Пьетро Гонзаго. Конкурс выиграл Ж.-Ф. Тома де Томон.
В 1806 году Тома де Томон вместе с Воронихиным разрабатывали проекты серии фонтанов вдоль дороги из Санкт-Петербурга в Царское Село (ныне Пулковское шоссе). Фонтаны представляют собой характерные памятники архитектуры александровского времени. Один из них, созданный по проекту Томона, в 1946 году перенесли с пулковской дороги в сад у Казанского собора в Петербурге. Другой — в Московский парк Победы, в 2003 году перенесен на Сенную площадь к началу Московского проспекта.
С 1804 года Тома де Томон вместе с А. Н. Воронихиным числился «дессинатором» (рисовальщиком) Императорских фарфорового и «стеклянного» заводов в Санкт-Петербурге. Он создал множество рисунков изделий из фарфора, цветного стекла, ваз из стекла в бронзовых «монтировках» в оригинальном стиле александровского классицизма.
Другие постройки Тома де Томона:

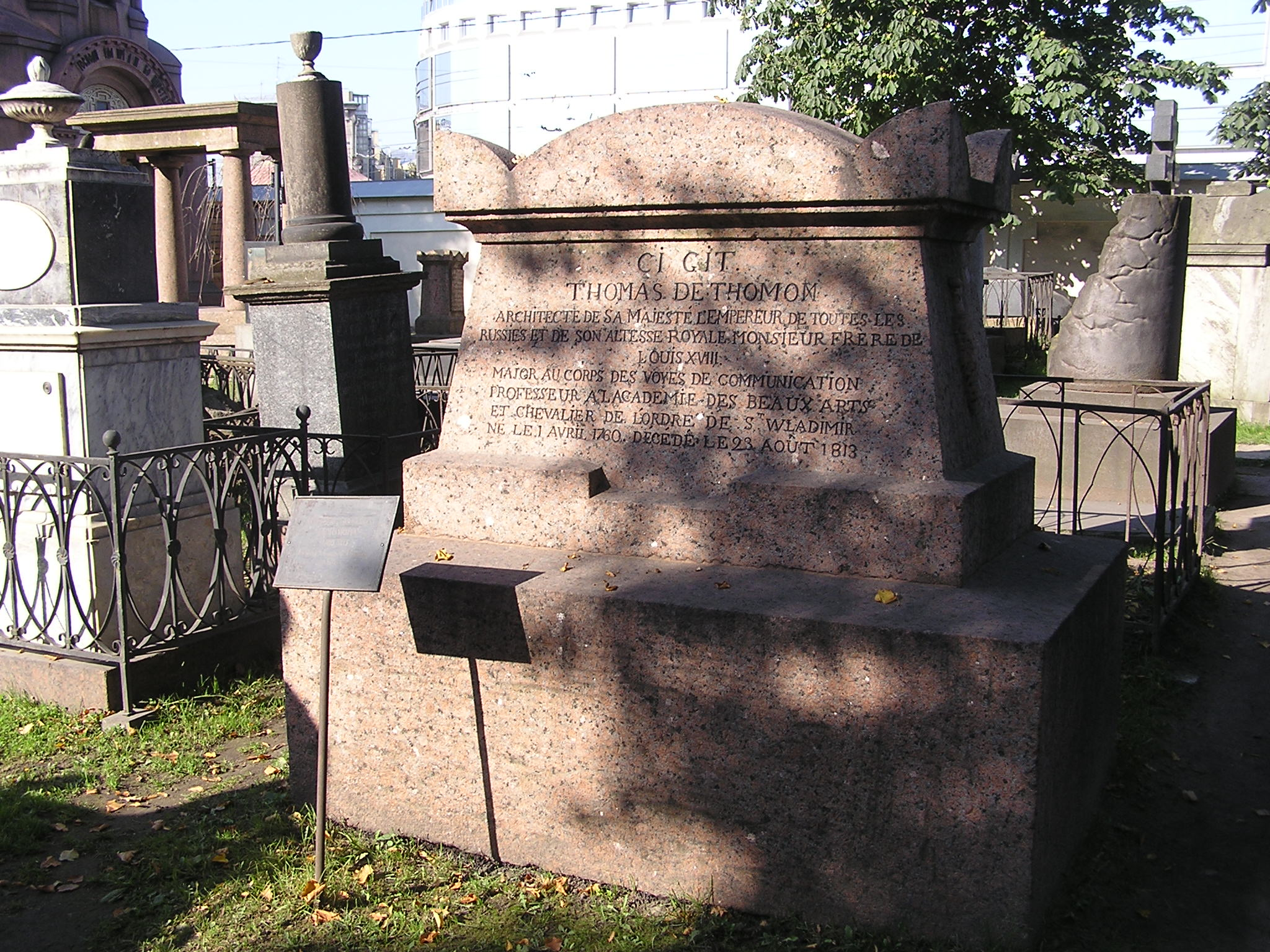
Надгробие Жана-Франсуа Тома де Томона. Некрополь Александро-Невской лавры

- городской театр (1804—1809 гг.) в Одессе
- военный госпиталь (1806—1821 гг.) в Одессе
- Монумент Славы в Полтаве в честь столетия Полтавской битвы
- Сальный буян (торговые склады) на Неве[16].

### Образ в искусстве
Достоверных портретов Тома де Томона не сохранилось; в литературе есть упоминания что во время пребывания архитектора в Вене его портрет пастелью был нарисован французской художницей Элизабет Виже-Лебрен, однако современное местонахождение этого портрета неизвестно. Предположение, что художница написала его портрет, основывается на её «Записках», где в списке своих пастелей, написанных в Вене, она упоминает один портрет, написанный с месье Тома, архитектора (M. Thomas, architect).
Портрет мужчины в дворянском мундире Пермской губернии с орденом св. Владимира (начало 1790-х годов), фигурирующий в некоторых советских изданиях как изображение Тома де Томона, является портретом прокурора Ивана Панаева, деда и полного тёзки известного литератора.
В 2009 году в Санкт-Петербурге напротив выхода в город со станции метро «Спасская» установлен памятный знак «Зодчеству Петербурга», представляющий собой круглый медальон, на котором выбиты фамилии выдающихся архитекторов города, включая Ж.-Ф. Тома де Томона, при этом его имя написано с ошибкой — «Детомон».
15 июня 2011 года в Санкт-Петербурге, в Александровском парке была установлена скульптурная группа «Зодчие», изображающая великих архитекторов Российской империи, создавших облик Петербурга. Среди них имеется скульптура Ж.-Ф. Тома де Томона работы заслуженного художника России Александра Таратынова. Спустя 7 лет, в 2018 году, выяснилось, что вместо Ж.-Ф. Тома де Томона скульптор изобразил английского химика Томаса Томсона. Скульптор признал ошибку и заявил, что фотографию он взял из «интернет-ресурсов».